# Termitomyces schimperi
Termitomyces schimperi ist ein überwiegend mit der Termitenart Macrotermes natalensis vergesellschafteter Blätterpilz. In der Mehrzahl wird der Pilz von den namibischen Volksstämmen Herero und Ovambo als „Omajowa“ (plural) bzw. „Ejova“ (singular) bezeichnet (andere Schreibweisen: „Omajova“ oder „Omayova“). Die Deutschnamibier nennen ihn meist schlicht „Termitenpilz“.

## Merkmale
Der Hut hat ungeöffnet die „Größe einer Männerfaust“. Er schirmt rasch auf und misst dann 15–28 cm in der Breite. Stattliche Exemplare erreichen einen Durchmesser von bis zu 40 cm. Der Hut und die dicken, weichen Schuppen sind weiß und können durch die Erde des Termitenhügels gelblich bis rötlich-braun gefärbt sein. Die Schuppen sind unter ihrer äußersten Schicht meistens ungefärbt weiß. Die wurzelartige Verlängerung der Stielbasis (Pseudorhiza) hat ihren Ursprung im Termitennest und kann eine Länge von etwa 90 cm erreichen. Der untere, schmalere Teil der Pseudorhiza hat eine dichtere Konsistenz als der oberirdische Teil.

## Ökologie und Phänologie

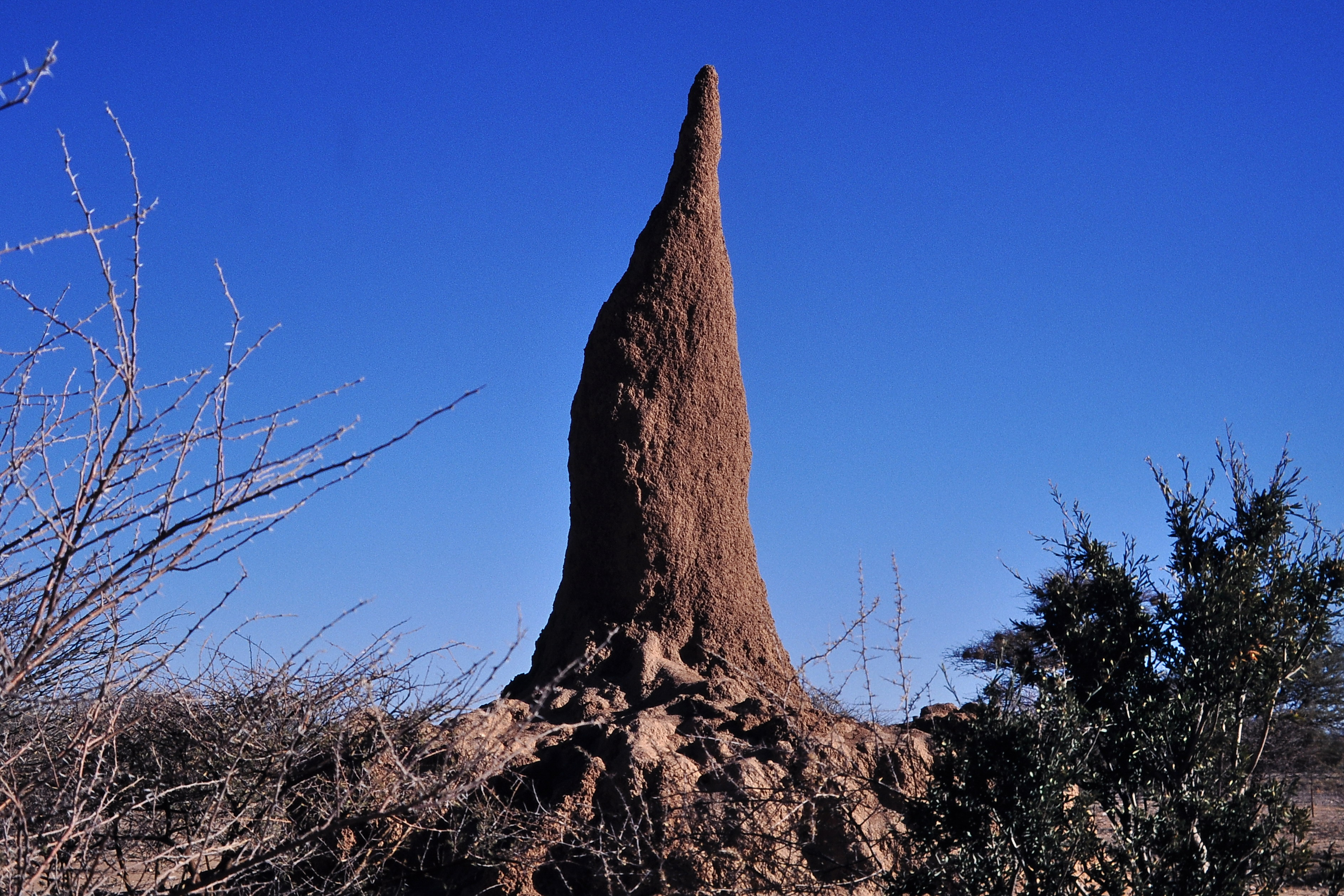
Termitenhügel in Namibia, auf dem und aus dem heraus T. schimperi wächst

Termitomyces schimperi erscheint nicht auf allen Termitenhügeln. Der Pilz kommt nur auf den hohen Hügeln im zentralen und nördlichen Namibia vor, wo die durchschnittliche Niederschlagsmenge 350 mm oder mehr beträgt. Diese Hügel werden häufig 4–5 m hoch und neigen sich in der Spitze immer nach Norden.
Die Art ist von Hügeln der Termitenart Macrotermes natalensis nachgewiesen, weitere Angaben beziehen sich auf Macrotermes subhyalinus, Odontotermes patruus und möglicherweise weitere Termitenarten.
Termitenpilze zeigen sich normalerweise nach dem einweichenden Regen von 12 mm oder mehr, vorwiegend in der Hauptregenzeit von Januar bis März. Die Fruchtkörper wachsen in Gruppen von 5 bis 10 Exemplaren rings um die unteren Bereiche der Termitenhügel und wachsen etwa 50 cm über dem Erdboden. An einem einzigen Hügel sind schon einmal bis zu 50 Fruchtkörper beobachtet worden. Fruchtkörper können aus dem gleichen Termitenhügel heraus in mehreren Jahren wachsen.

## Verbreitung
In Namibia sind Vorkommen des Termitenpilzes aus den Gegenden um Omaruru, Okahandja, Otjiwarongo, Grootfontein, Tsumkwe, den Osten von Windhoek und den südlichen Teil des Etosha-Nationalparks bekannt.

## Bedeutung

### Speisepilz
Omajowa werden nicht gezüchtet. Sobald es geregnet hat, müssen die Fruchtkörper zeitig geerntet werden, da sie auch von zahlreichen Tieren wie zum Beispiel Warzenschweinen gefressen werden. Während der Saison werden die Pilze in Supermärkten und an Straßenrändern verkauft.
Die Termitenpilze lassen sich gut einfrieren und sind oft auf diese Weise für den zukünftigen Verbrauch konserviert. Als Lebensmittel wird der Termitenpilz meist gebraten. Auch eine Verwendung als Gemüsebeilage in Suppen, in Risotto und in Saucen ist möglich. Aufgrund seiner erheblichen Größe, wird der Pilz manchmal sogar als ein Steak von Einheimischen hergestellt.

### Philatelie
Die namibische Post gab 1999 eine N$ 5,50-Briefmarke heraus, auf der ein einzelner Ejova-Fruchtkörper abgebildet ist.

### Sonstiges
Der Pilz wird als Symbol für Wachstum und Wohlstand angesehen.